# Rozgwiazdy

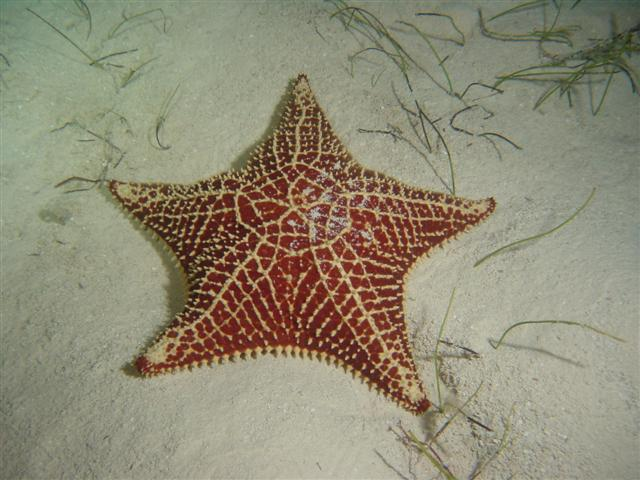
Rozgwiazda na morskim dnie

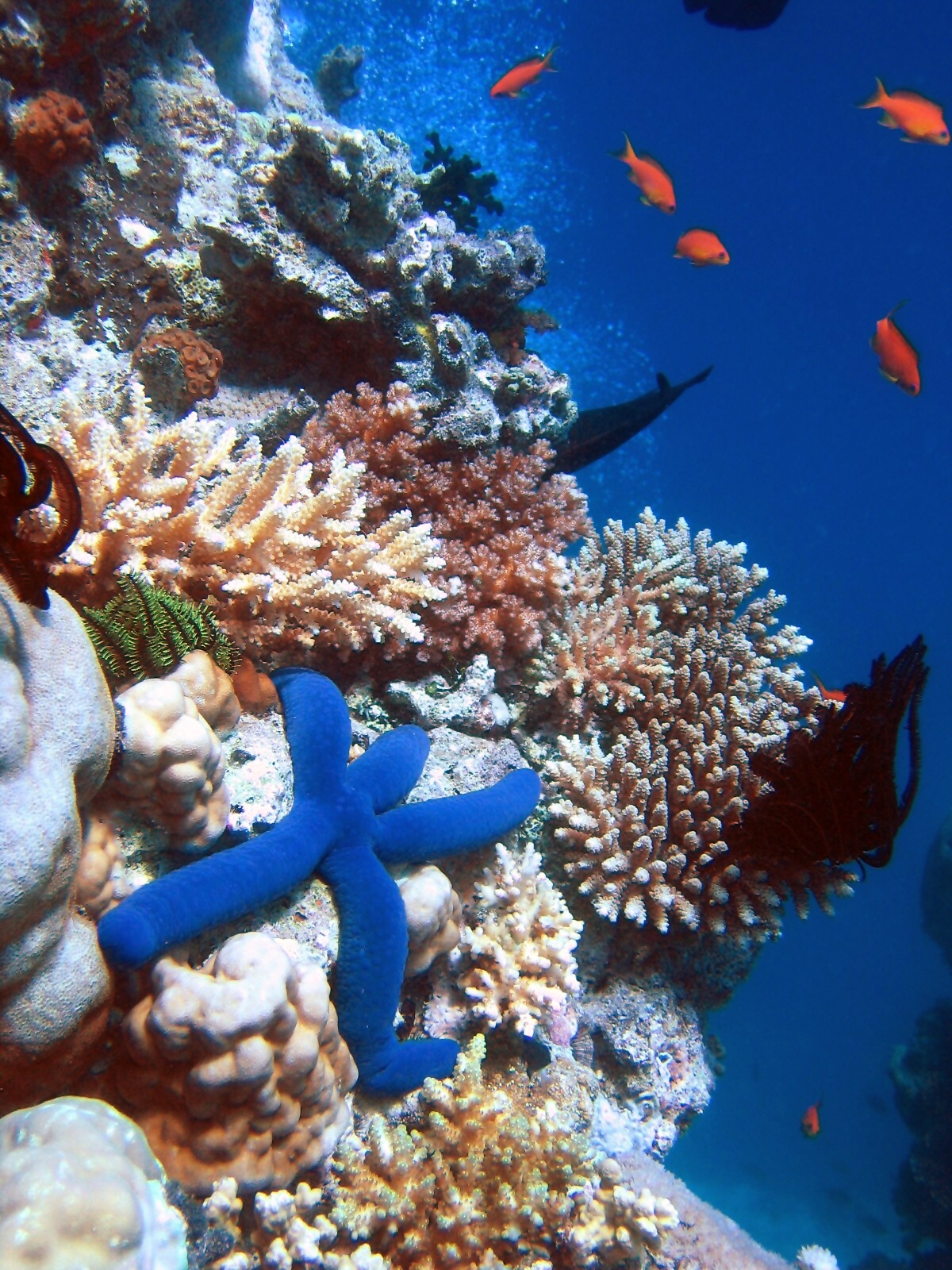
Niebieska rozgwiazda Linckia laevigata na tle koralowców

Rozgwiazdy (Asteroidea) – gromada morskich drapieżników z typu szkarłupni (Echinodermata). Są to wolno żyjące zwierzęta o wyraźnie gwiaździstej budowie oraz ogromnej różnorodności barw, kształtów i rozmiarów.

## Środowisko
Żyją na dnie mórz i oceanów, pod skałami i na rafach koralowych na głębokości od 0,5 do 300 m. Niektóre gatunki zamieszkują głębsze obszary morza. Występują na wszystkich rodzajach dna: piaszczystym, skalistym lub na łąkach traw morskich. Zasiedlają głównie morza pełnosłone, jednak jeden gatunek – rozgwiazda czerwona (Asterias rubens) – występuje także w Bałtyku.

## Zachowanie
Są bardzo powolne, pełzają leniwie, z przeciętną prędkością 5–15 cm na minutę, poszukując zdobyczy. Trudno je czasem zauważyć, bo chowają się w szczelinach i zakamarkach skał. Poruszają się po dnie morskim w dowolnym kierunku za pomocą nóżek ambulakralnych. Każde ramię posiada dwa rzędy takich nóżek. Służą one również do rozpoznawania pokarmu i chwytania zdobyczy. Wiele gatunków rozgwiazd żywi się padliną, mułem dennym i detrytusem (detrytofagi). Większość tych zwierząt to drapieżcy. Niektóre, jak rozgwiazda grzebieniasta, są nocnymi myśliwymi. Polują na jeżowce i małże. Po wschodzie słońca zakopują się w piachu i czekają, aż zapadnie zmrok. Niektóre rozgwiazdy najchętniej polują na małże i ślimaki. Należy do nich rozgwiazda czerwona. Zwierzę przysysa się za pomocą nóżek ambulakralnych do muszli małża. Siła mięśni rozgwiazdy jest tak duża, że w końcu muszla zostaje uchylona. Rozgwiazda natychmiast to wykorzystuje. Wynicowuje przez otwór gębowy żołądek i wciska go do środka muszli małża. Wydzielone soki trawienne rozpuszczają ciało ofiary, które następnie zostaje wessane w strawionej postaci. Taki posiłek trwa około 10 godzin. Część rozgwiazd kruszy muszle ślimaków i małży, inne połykają całe zwierzę i wypluwają potem pustą muszlę. Inne gatunki, jak korona cierniowa, żywią się polipami koralowców. Zwierzę sunie powoli po koralowcach, działając na nie swoimi sokami trawiennymi. Po nadtrawianiu delikatnej tkanki polipów wsysa ją do środka. Niektóre rozgwiazdy są odporne na parzydełka ukwiałów, które stanowią ich zdobycz.

## Znaczenie w ekosystemach
Rozgwiazdy są uważane za szkodniki. Od 1966 korony cierniowe pojawiły się masowo w okolicach Wielkiej Rafy Koralowej, niszcząc ją w tempie 80 km rocznie. Naukowcy przypuszczają, że to działalność człowieka umożliwiła koronom cierniowym tak liczne występowanie na terenach rafy. Zanieczyszczone wody spowodowały śmierć ślimaków morskich – trytonów. Są one naturalnym wrogiem rozgwiazd. Pożerając je, ograniczały ich liczebność. Rozgwiazdy odżywiające się jadanymi przez człowieka ostrygami i małżami nieraz powodują ogromne straty w hodowli tych mięczaków.

## Rozmnażanie
Prawie wszystkie rozgwiazdy są rozdzielnopłciowe. Zapłodnienie jest zewnętrzne. Zwierzęta wyrzucają do wody miliony komórek jajowych i plemników. Z zapłodnionych komórek jajowych rozwijają się wolno pływające larwy. Pierwsze stadium larwalne to bipinnaria (dwurzęsica). Larwa ta jest dwubocznie symetryczna. Po kilku tygodniach bipinnaria przechodzi w stadium larwalne nazywane brachiolaria (ramienica). W tym stadium larwa osiada na dnie morskim i rozwija się z niej maleńka, właściwa postać rozgwiazdy. W porównaniu do wyprodukowanych gamet liczba larw, które przekształcają się w formę dorosłą jest niewielka. Większość larw ginie, pożarta przez inne zwierzęta. Niektóre gatunki rozgwiazd żyjących w chłodnych morzach opiekują się swym potomstwem. Samica składa do kilkuset jaj. Strzeże ich, tworząc nad nimi baldachim, wsparta na czubkach ramion. Inne gatunki są jajożyworodne. Po grzbietowej stronie samicy umieszczone są specjalne jamy, w których rozwijają się larwy. Dorosłe osobniki gatunku Trophodiscus uber noszą swoje dzieci na grzbiecie i bronią je przed drapieżnikami. Rozgwiazdy rozmnażają się również bezpłciowo – na drodze autotomii. Oznacza to, że zwierzę samorzutnie rozpada się na kilka kawałków, z których zregenerują się nowe organizmy.

## Budowa

Anatomia rozgwiazdy:
1. aboralna część żołądka
2. odbyt na końcu jelita (nie u wszystkich)
3. gruczoły rektalne
4. kanał kamienisty
5. płytka madreporowa
6. odgałęzienia żołądka
7. uchyłki żołądka (o charakterze gruczołowym)
8. górna (podwpustowa) część żołądka
9. gonady
10. bruzda ambulakralna
11. ampułki nóżek ambulakralnych

Ciało składa się z centralnej tarczy i z 5–20 ramion (promieni). Czasem ramiona nie są wyodrębnione i rozgwiazda ma kształt pięcioboku. Szkielet wewnętrzny zbudowany z płytek, połączonych ze sobą ruchomo. Są zwierzętami wtóroustymi. Otwór gębowy znajduje się na stronie spodniej zwierzęcia, a odbytowy na wierzchniej.
Układ pokarmowy – otwór gębowy znajduje się w środkowej części dolnej powierzchni ciała. Jest otoczony twardą błoną perystomu i zamykany przez zwieracz. Za nim występuje krótki przełyk, prowadzący do żołądka, podzielonego przewężeniem na część większą, sercową oraz mniejszą, odźwiernikową.  Część odźwiernikowa żołądka wchodzi w głąb każdego ramienia zwierzęcia za pomocą dwóch rozgałęzionych rurek, które nazywamy uchyłkami żołądka. Występują tam liczne gruczoły wydzielające enzymy trawienne. Krótkie jelito grube biegnie od odźwiernikowej części żołądka, kończąc się małym odbytem na wierzchołku górnej powierzchni ciała.
Prymitywne rozgwiazdy połykają swoją ofiarę w całości, zaś muszle i inne materiały niejadalne są wyrzucane przez ich usta. U bardziej zaawansowanych gatunków rozgwiazd, żołądek, a dokładnie jego część sercowa może być wyrzucona na zewnątrz, w celu strawienia i wchłonięcia pokarmu. Następnie żołądek wciągany jest z powrotem do środka, a pożywienie przechodzi do części odźwiernikowej żołądka, gdzie jest dalej trawione oraz wchłaniane.
Narząd oddychania – skrzela skórne (papule), u nasady których znajdują się drobne szczypcowate wyrostki – pedicellaria – czyszczą powierzchnię ciała rozgwiazd.
Układ krwionośny – słabo rozwinięty. Roznoszeniem pokarmu zajmuje się płyn wypełniający celomę – w nim zanurzone są narządy wewnętrzne. Zbędne produkty przemiany materii wydostają się drogą dyfuzji. U rozgwiazd występują trzy układy krążenia – oprócz układu krwionośnego, w którym zamiast serca występuje kurczliwe naczynie, jest jeszcze układ ambulakralny (wodny), przez który woda morska trafia do nóżek ambulakralnych oraz układ pseudohemalny składający się z połączonych jam i przestworów międzykomórkowych. Układ wodny rozgwiazd zawiera produkujące celomocyty ciałka Tiedemanna oraz magazynujące płyn pęcherze Poliego.
Narząd ruchu – nóżki ambulakralne, po spodniej stronie każdego ramienia.
Układ nerwowy składa się z pierścienia okołogębowego i 5 pni nerwowych. Brak zwojów.

## Systematyka
Znanych jest około 2100 gatunków żyjących współcześnie. Ich klasyfikacja nie została jeszcze ustalona. Dawniej dzielone były na trzy rzędy:
- rozgwiazdokształtne (Forcipulata)
- tarczogwiazdy (Phanerozonia)
- gwiazdnice (Spinulosa)

W latach 1987–1989 D.B. Blake wyróżnił 7 rzędów, do których w 2006 C.L. Mah dodał kołonice i podzielił rozgwiazdy na dwie grupy:
- Neoasteroidea:
  - Brisingida
  - Forcipulatida – rozgwiazdokształtne
  - Notomyotida
  - Paxillosida
  - Spinulosida – gwiazdnice
  - Valvatida
  - Velatida
- Concentricycloidea – kołonice

Badacze są jednak zgodni, co do tego, że dla ustalenia rzeczywistych relacji pokrewieństwa pomiędzy rozgwiazdami niezbędne są dalsze badania morfologiczne i molekularne.

## Rozgwiazdy w kulturze
Rozgwiazdy były motywem zdobniczym, używanym w stylu morskim ceramiki starożytnej kultury minojskiej. Możliwe, że występowały też w portugalskim stylu manuelińskim.